# Pliotaxidea
Pliotaxidea és un gènere extint de carnívor de la família dels mustèlids. Visqué durant el Miocè al centre i l'oest de Nord-amèrica. Les primeres restes d'aquest tàxon eren un os dental parcial que encara conservava les dents des de la p4 fins a l'm2, descrit per E. M. Butterworth com a Taxidea nevadensis. El 1944, després de comparar-lo amb altres fòssils, E. R. Hall l'encabí en un nou gènere que anomenà Pliotaxidea.